# Muara Rupit
Muara Rupit is een bestuurslaag in het regentschap Musi Rawas van de provincie Zuid-Sumatra, Indonesië. Muara Rupit telt 4259 inwoners (volkstelling 2010).